# European Civil Aviation Conference
L'European Civil Aviation Conference (ECAC) è un organismo intergovernativo fondato nel 1955 dagli Stati che compongono il Consiglio d'Europa, con lo scopo di promuovere un sistema di trasporto aereo sicuro, efficiente e sostenibile a livello europeo, perseguendo l'armonizzazione delle politiche dell'aviazione civile degli Stati membri e l'attenzione alle reciproche politiche aeronautiche tra gli Stati membri e altre parti del mondo.